# Kamendaka frontistriata
Kamendaka frontistriata är en insektsart som beskrevs av Van Stalle 1984. Kamendaka frontistriata ingår i släktet Kamendaka och familjen Derbidae. Inga underarter finns listade i Catalogue of Life.